# Petter Olsen
Petter Halfdan Rudolf Fredrik Olsen, född 7 februari 1948, är en norsk investerare och filantrop. Han är son till Thomas och Henriette Olsen, sonson till Fred. Olsen och 19 år yngre brodern till Fred. Olsen.
Petter Olsen, som är en av arvtagarna till skeppsrederiet Fred. Olsen & Co., är majoritetsägare och styrelseordförande i förvaltningsbolaget Firmament samt i förvaltningsbolaget Permanent, som han äger tillsammans med sina tre döttrar.

## Edvard Munch-samlingen
Petter Olsen äger sammanlagt 38 tavlor av Edvard Munch, varav 20 är oljemålningar. Samlingen skapades av föräldrarna Thomas och Henriette Olsen och ärvdes testamentariskt efter mamman Henriette Olsen. Brodern Fred. Olsen öppnade rättssak i frågan, men förlorade tvistemålet i Oslo tingrett 2001, vilket utslag fastslogs i Borgarting lagmannsrett
året därpå.

## Ramme gård
Petter Olsen äger sedan 1966 Ramme gård utanför orten Hvitsten i Vestby kommun. Den har drivits som ett ekologiskt jordbruk sedan 1986 och varit platsen för regelbundna kulturevenemang som konserter och Shakespeare-festivaler. På gården ligger även Olsens privata parkanläggning, ansedd som en av norra Europas vackraste och mest artrika. 
Ett nybyggt hotell och kulturcentrum öppnade under 2021. Bland annat en underjordisk konsthall för Petter Olsens privata konstsamling. Edvard Munchs bostad från 1910 ligger också på fastigheten, vilket planeras att öppna för allmänheten under 2022-23. 
[uppföljning saknas]